# (29733) 1999 BA4
1999 بي أي 4 (ويعرف أيضًا باسم (29733) 1999 بي أي 4 وفق تسمية الكوكب الصغير) (بالإنجليزية: 1999 BA4)‏ هو كويكب ضمن حزام الكويكبات؛ وترتيبه 29733 من حيث الاكتشاف.
اكتُشف هذا الجُرم الفلكي بواسطة تيتسوؤو كاغاوا في 18 يناير 1999.

## وصلات خارجية
- (29733) 1999 BA4 في قاعدة بيانات مختبر الدفع النفاث لأجرام النظام الشمسي الصغيرة

- الاكتشاف · مخطط المدار ·  العناصر المدارية · المعلمات المادية

- (29733) 1999 BA4 على موقع ويكي سكاي: DSS2, SDSS, GALEX, IRAS, Hydrogen α, X-Ray, Astrophoto, Sky Map, Articles and images